# Nick Rodwell
Pour les articles homonymes, voir Rodwell.
Nick Rodwell (né le 3 juillet 1952 à Londres) est un homme d'affaires britannique, qui gère avec son épouse Fanny Vlamynck, seconde épouse et veuve d'Hergé, l'héritage de Tintin.

## La société Moulinsart
Nick Rodwell occupe le poste d'administrateur délégué de la société Moulinsart,. Sa manière de diriger l'héritage d'Hergé est très controversée,,,.
Propriétaire de la première boutique Tintin ouverte au Royaume-Uni, à Covent Garden,  il devient en 1993 l'époux de la veuve d'Hergé, Fanny Vlamynck, qu'il a rencontrée en 1986.

## « Promouvoir et protéger » l'œuvre d'Hergé
Personnage controversé, seul décisionnaire avec Fanny en matière de droits dérivés et d'exploitation de l'œuvre d'Hergé, il a été notamment portraituré dans le livre Tintin et les héritiers, du journaliste de la RTBF Hugues Dayez.
Lors de la sortie de ce livre, il répond aux critiques dans une interview à Libération : « Je ne suis pas Hergé. Il a créé son œuvre, dans la souffrance, et moi, je ne fais que la promouvoir et la protéger. On peut faire la comparaison avec Disney qui a donné forme à son rêve : mais lorsque Michael Eisner est arrivé, sa société était dans un très mauvais état. Aujourd'hui, regardez le résultat… […] Avec Tintin, nous avons une matière extraordinaire : 24 scénarios, la documentation d'Hergé, 50 000 lettres d'Hergé, 85 % de tout ce qu'il a produit durant sa vie. À partir de là, on peut faire beaucoup. »
Nick Rodwell a développé les « espaces Tintin », qui vendent des produits dérivés.
Nick Rodwell a négocié avec Hollywood, où il s'est rendu « huit fois en dix mois » et où il a rencontré Steven Spielberg en vue d'une adaptation au cinéma des aventures de Tintin.

## Polémiques et procès avec des tintinophiles et des journalistes
En février 1997, un groupe de « tintinophiles », dont l'humoriste Albert Algoud et le scénariste et critique Benoît Peeters, dénonce publiquement les « abus de pouvoir » et « les atteintes répétées à l'image de Tintin et à la liberté d'expression autour de l'œuvre » dont serait responsable Nick Rodwell, auquel ils reprochent de ne pas accepter l'usage d'images d'Hergé comme illustrations pour leurs livres et de privilégier le « merchandising » au détriment de projets culturels.
En 2005, à l'occasion des 175 ans de l'indépendance de la Belgique et des 25 ans de son système fédéral, une exposition intitulée « Made in Belgium » est mise sur pied. Elle retrace l'histoire et la culture belge, et c'est donc naturellement que l'une de ses salles met en valeur la bande dessinée. Une place était prévue pour Hergé et l'univers de Tintin, mais selon les organisateurs, Rodwell et la société Moulinsart voulaient imposer leur propre mise en scène et faire payer chaque décor et pièce exposés. Devant le refus de ces conditions par les organisateurs, Moulinsart n'a pas accepté que l'œuvre d'Hergé, pourtant indispensable dans l'univers belge, soit exposée, créant ainsi une vive polémique dans la presse et suscitant l'incompréhension du public. Le personnage de Tintin a pu toutefois faire son apparition au travers d'une planche originale prêtée par l'humoriste et tintinophile Stéphane Steeman, et une statue de Tintin et Milou créée en 1979 par Nat Neujan. Ces deux œuvres étant originales, elles ne tombaient pas sous la protection de Moulinsart,. 
En octobre 2008, Nick Rodwell bloque en justice la diffusion d'un reportage de la RTBF dans lequel il évoque, filmé en caméra cachée, une « liste noire » de personnes qu'il ne veut pas voir apparaître dans le reportage.
Ces difficultés récurrentes avec les journalistes ont été illustrées lors de l'inauguration du musée Hergé à Louvain-La-Neuve le 25 mai 2009, lorsque des journalistes venus de toute l'Europe se sont vu interdire les prises de vues, bien que, depuis lors, les responsables du musée aient quelque peu assoupli leur approche.

En juillet 2009, Nick Rodwell ouvre un blog sur le site officiel de Tintin, mais les propos virulents qu'il y tient à l'encontre notamment du journaliste culturel belge Hugues Dayez et d'Albert Algoud provoquent un tollé et aboutissent à la fermeture de ce blog : 

« […] J'ai donc pris le temps de farfouiller dans les vies privées de ces messieurs, dans l'espoir de trouver la racine de leur haine à mon égard. Bingo ! Tous les deux se voient confrontés à un drame familial, qu'il ne m'appartient pas de révéler ici, car je me refuse à utiliser les méthodes de ces deux scribouillards, auxquels je laisse le soin de choisir l'exhibitionnisme […] »

 Un autre journaliste du Figaro y est traité de menteur, tandis qu'il suggère qu'une autre a eu « des problèmes d'identité sexuelle » et qu'elle « devrait retourner à l'école »,.
Nick Rodwell poursuit en justice l’association néerlandaise Herge Genootschap, un club de tintinophiles, pour avoir reproduit sans autorisation des vignettes tirées des albums de Tintin, mais en mai 2015, la Cour d'appel de La Haye juge que la société Moulinsart ne peut pas réclamer de droits sur l'utilisation d'images tirées des albums de Tintin. En effet, « selon un contrat signé par Hergé en 1942, présenté à l’audience par l’association de tintinophiles », c’est l’éditeur français Casterman qui possède les droits sur les albums.
En 2021, il attaque en justice Xavier Marabout pour avoir érotisé l'univers de Tintin. En mai 2021, la société Moulinsart est déboutée de ses demandes. 
En janvier 2021 il annonce écrire un livre, Trust but Verify, expliquant sa gestion de l'héritage de l'œuvre d'Hergé et se défendant d'être « méchant ».